# 山村彰
山村彰（日语：／ Yamamura Akira，1936年6月8日—2005年11月3日），日本男子帆船运动员。他曾代表日本参加1970年亚洲运动会帆船比赛，获得一枚金牌。他也曾参加1972年夏季奥林匹克运动会。